# الحائط (سنحان)

تعديل مصدري - تعديل

الحائط هي إحدى قرى عزلة وادي الأجبار بمديرية سنحان وبني بهلول التابعة لمحافظة صنعاء، بلغ تعداد سكانها 466 نسمة حسب تعداد اليمن لعام 2004.